# Сило, Адам
Адам Сило (нидерл. Adam Silo; 25 декабря 1674, Амстердам —1760, Амстердам) — голландский рисовальщик и живописец-пейзажист, маринист, гравёр в техниках штрихового офорта и меццо-тинто «Золотого века голландского искусства». Профессиональный моряк и корабельный мастер. Пользовался известностью благодаря морским картинам с изображениями военных кораблей и точной передачей всех деталей оснастки, а также торговых и китобойных судов. Он писал книги по корабельному делу и давал уроки русскому царю Петру Великому.

## Биография

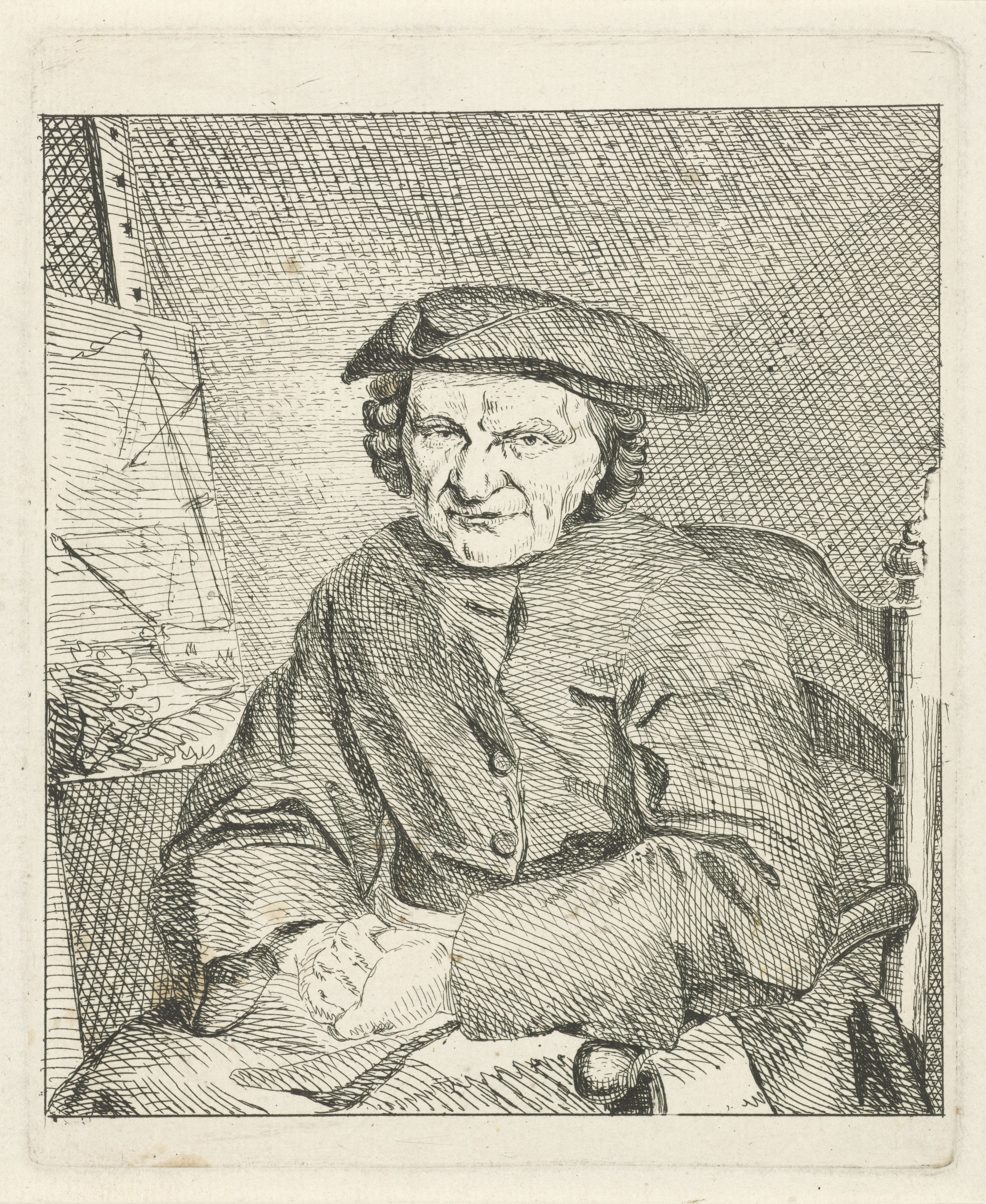
Автопортрет. Между 1766 и 1783. Офорт. Рейксмюсеум, Амстердам

Адам Сило родился на Рождество 1674 года и был крещён 30-го декабря. В возрасте двадцати одного года он работал корабельным плотником, а затем до тридцати лет, кораблестроителем и капитаном торгового судна. Около 1694 года он начал учиться живописи у Теодора ван Пе. В Голландии XVII века совмещение нескольких профессий, в частности, керамического, ткацкого или плотницкого, и живописного, ремёсел было обычным делом.
Адам Сило не только писал картины с изображениями любимых кораблей, но также гравировал свои рисунки в технике офорта. Известно более двадцати офортов Сило. Он также экспериментировал с техникой меццо-тинто. В поздние годы работал мастером по изготовлению различных приспособлений, изготавливал музыкальные инструменты, бинокли, увеличительные стекла и телескопы. Он также лепил и отливал восковые учебные модели.
Сило написал ряд книг, в том числе "Чертежи различных типов кораблей и уставов разных судов (Afteekeningen van verscheidene soorten en charters van schepen en andere vaartuigen, 1757). Он прожил более восьмидеяти лет и был похоронен 8 октября 1760 года на кладбище Лейдсе Керкхоф в Амстердаме.
Картины Сило можно найти в Историческом музее Амстердама, Морском музее в Роттердаме, в санкт-петербургском Эрмитаже, Национальном морском музее в Лондоне, Музее истории искусств в Вене, и в других.
В Эрмитаже имеются три картины, в том числе работа 1730-х годов, показывающая манёвры флота, устроенные в заливе Эй в честь пребывания Петра I в Амстердаме 1 сентября 1697 года. В историческом музее Амстердама есть единственная датированная картина Сило, на которой изображена флотилия китобоев у берегов Амстердама (1729).

## Адам Сило и царь Пётр
В 1697 году Русский царь Пётр I во время визита в Амстердам встречался с художником. Как и картины другого голландского мариниста Абрахама Сторка, он ценил работы Сило за точность в передаче оснастки парусных кораблей. Русский «царь-плотник» четыре месяца работал на амстердамской верфи Ост-Индской компании на строительстве фрегата «Пётр и Павел».
Адам Сило давал русскому царю уроки корабельного дела. Сохранились записи, которые царь делал во время этих уроков. Пётр также приобрёл некоторые картины Сило.
В главном зале петергофского дворца «Монплезир» находятся двадцать две картины в чёрных лаковых рамах. Это часть коллекции, собранной царём Петром в заграничных путешествиях. Среди них на восточной стене — три картины Адама Сило, по которым, согласно легенде, сам Пётр принимал экзамен у учеников Морской академии на предмет знания оснастки кораблей.

## Галерея

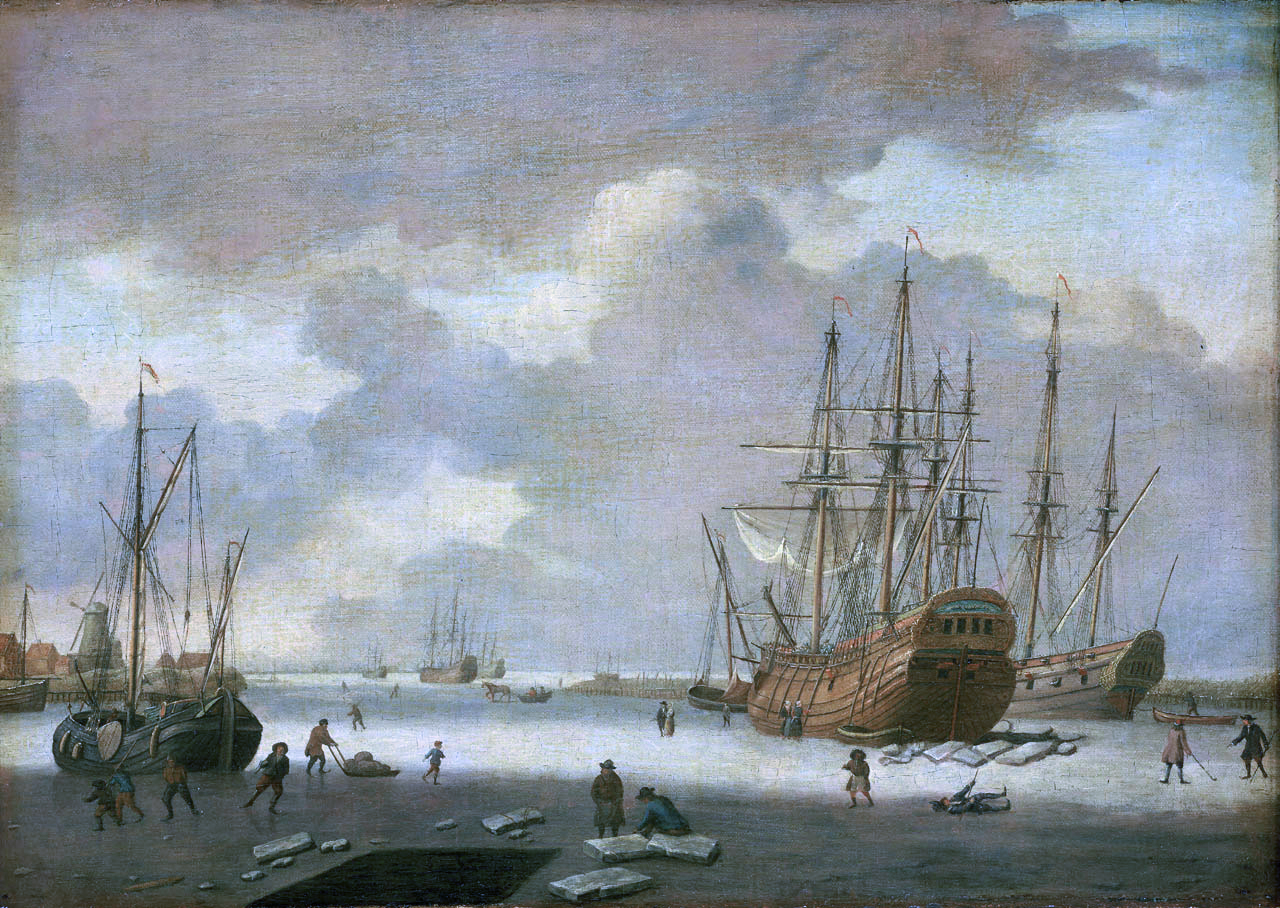
Голландское китобойное судно и другие суда во льдах. Ок. 1757. Холст, масло. Королевские музеи, Гринвич, Лондон
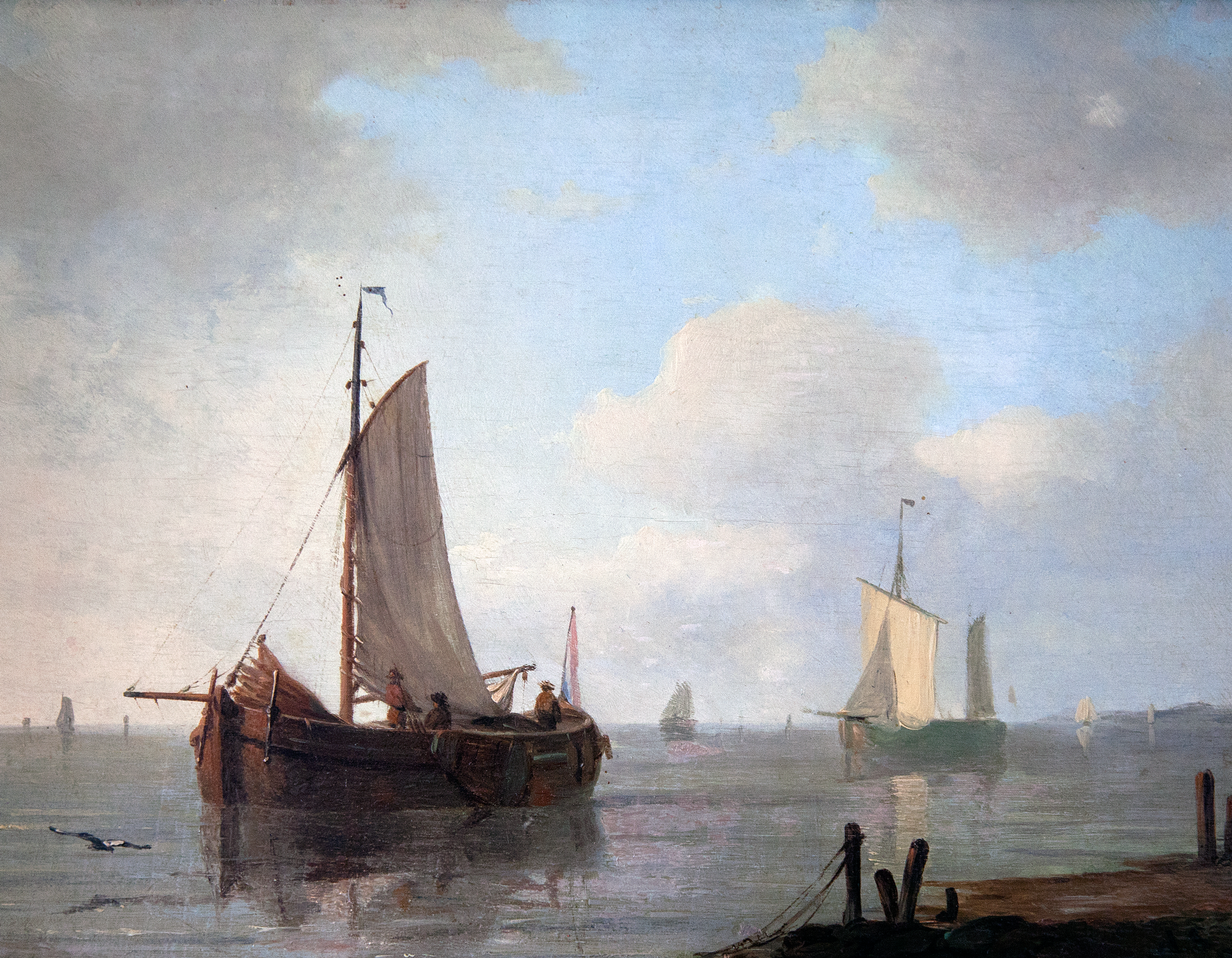
Голландские баржи на берегу Эй-Джея недалеко от Амстердама. Ок. 1745. Дерево, масло. Частное собрание
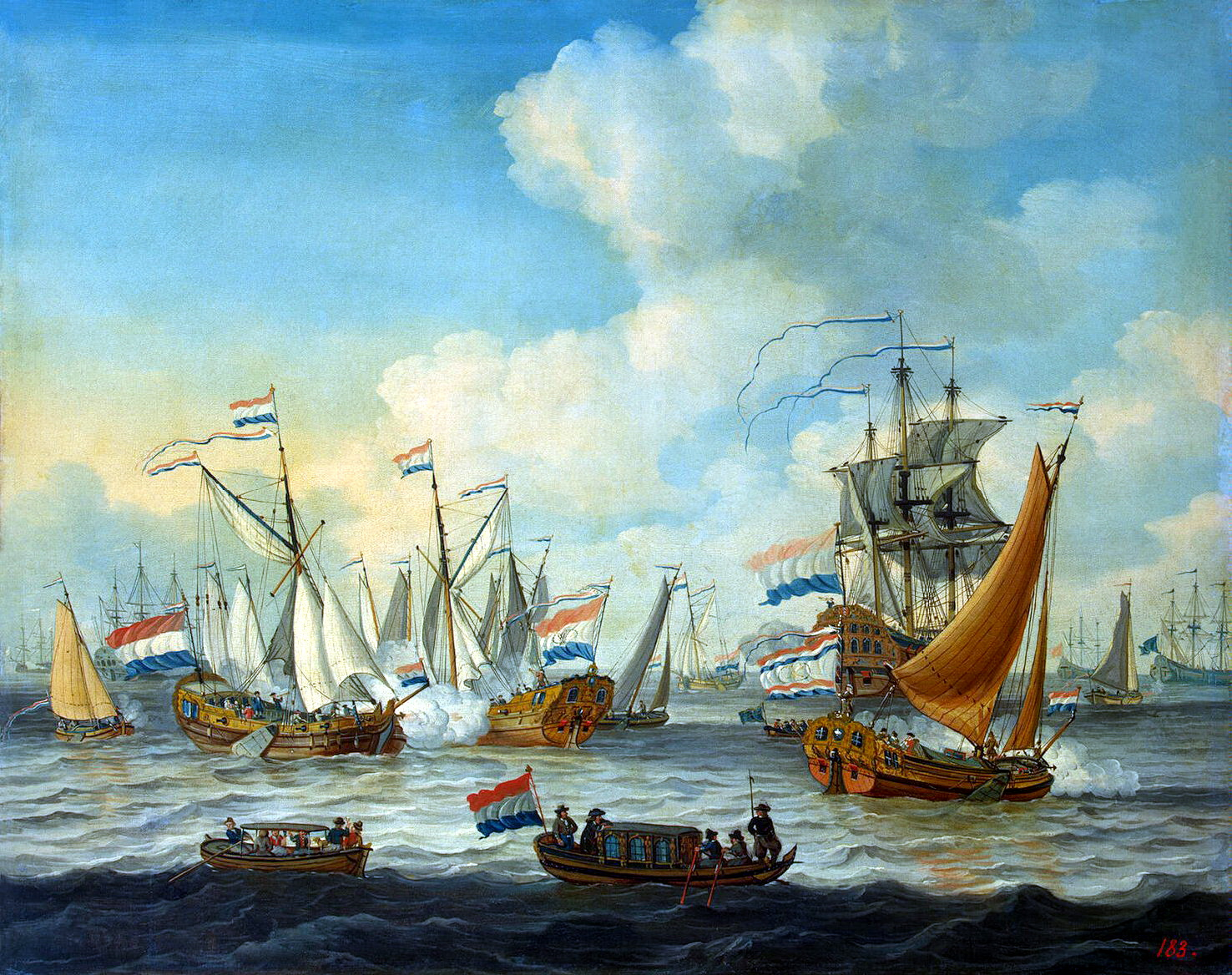
Манёвры флота, устроенные в заливе Эй в честь пребывания Петра I в Амстердаме 1 сентября 1697 года. Между 1698 и 1699. Холст, масло. Государственный Эрмитаж, Санкт-Петербург
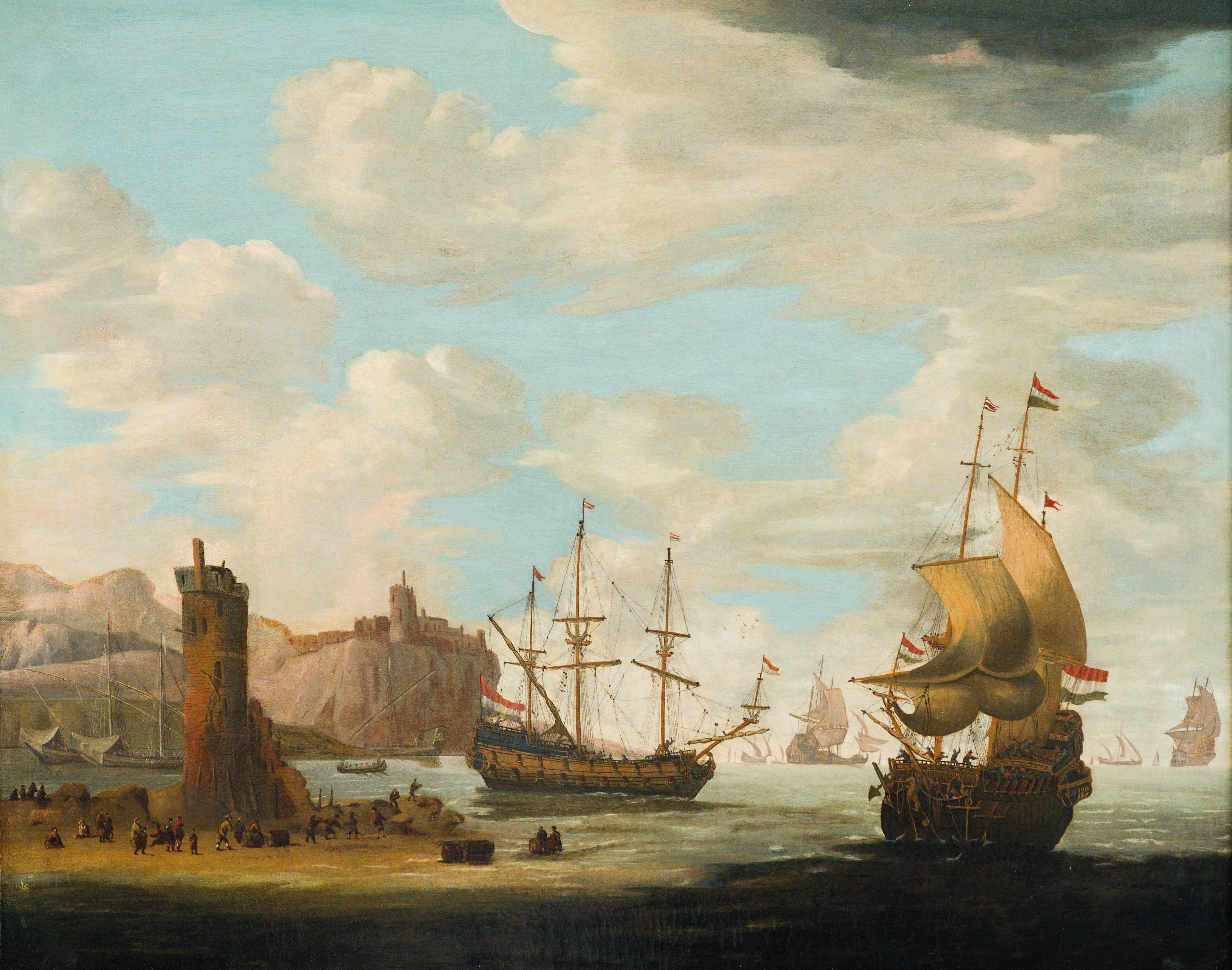
Морской пейзаж с большими кораблями. Ок. 1760. Холст, масло. Частное собрание